# Tom Scholz
Donald Thomas "Tom" Scholz (født 10. marts 1947) er en amerikansk leadguitarist, keyboardspiller, producer og komponist i rockgruppen Boston.